# Мурат Їлдирим
Мурат Їлдирим (тур. Murat Yıldırım; 13 квітня 1979, Конья, Туреччина) — турецький кіноактор, модель. За роль в серіалі «Буря» (тур. Fırtına) був відзначений премією «Золотий апельсин» (2006). Входить до десятки найкрасивіших турецьких акторів.

## Біографія
Народився 13 квітня 1979 року в центральній частині Анатолії в місті Конья, в Туреччині. Його батьки родом з міста Мардін. Через роботу батька Мурат виріс між Коньєю і Аданою. У нього є дві сестри.
Закінчив машинобудівний факультет «Yıldız» технічного університету в Стамбулі, отримавши диплом спеціаліста за професією інженер-механік. Почав займатися акторською майстерністю в студентському непрофесійному театрі. Навчався співу і акторській справі в драматичній школі. Перші кроки в кінокар'єрі зробив в серіалі «Велика брехня».
Його перша головна роль була в серіалі «Fitrina» де він зустрів свою майбутню дружину, Бурчин. На телеекрані Мурат і Бурчин грали закохану пару. Близько півроку відносини були дружніми. Після закінчення зйомок серіалу вони вже не розлучалися. У 2008 році вирішили узаконити свої стосунки.
Був номінований на Премію «Золотий апельсин» за найкращу чоловічу роль головного героя у фільмі «Araf».
Популярність здобув після того, як виконав ролі в теленовелах «Буря» й «Асі». Успіх серіалу зміцнив його статус провідного актора і принесли йому ще більшу славу. Під час зйомок «Асі» він зіграв у фільмі «Güz sancisi» про Стамбульські погроми 1955 року.
Розлучився влітку 2014 року, ініціатором розлучення став актор, причина небажання Бурчин Терзіоглу заводити дітей, вона ставила на перше місце кар'єру.
Вдруге одружився взимку 2016 року з марокканською моделлю Іман Ельбані (нар.1988).
08.10.2022 року у Мурата Їлдирима та Імане Ельбані народилася дочка - Мірай.

## Сім'я
- Мати — перекладачка з арабської мови
- Батько — викладач літератури, займався сценічною майстерністю

## Фільмографія
- 2022 — Організація / Teşkilat
- 2021 — Азіз  / Aziz
- 2020 -2021 — Рамо / Ramo
- 2017 — Айла: донька війни
- 2017 — Нескінченне кохання / Sonsuz Aşk
- 2017 — Перший поцілунок / İlk Öpücük
- 2016 — Говори як твій чоловік 2 / Kocan Kadar Konuş-Diriliş
- 2015 — Говори як твій чоловік / Kocan Kadar Konuş
- 2015 — Королева ночі
- 2014 — Kirimli
- 2012 — Мовчання / Suskunlar
- 2010 — Любов та покарання / Aşk ve Ceza
- 2009 — Біль осені
- 2007–2009 — Асі
- 2006 — Буря / Ураган / Fırtına
- 2006 — Чистилище
- 2005 — Політ на килимі-літаку
- 2004 — Велика брехня